# 마르쿠스 페두카이우스 플라우티우스 퀸틸루스
마르쿠스 페두카이우스 플라우티우스 퀸틸루스 (Marcus Peducaeus Plautius Quintillus, 205년 사망)는 출생, 입양, 혼인을 통해 네르바-안토니누스 왕조의 황제들과 밀접한 관계가 있던 로마의 귀족이다. 마르쿠스 아우렐리우스 황제와 소 파우스티나 황후의 딸인 파딜라와의 혼인으로,  그는 장차 황제 자리에 오를 콤모두스의 매형이 되었다. 그의 지위에도 불구하고, 그는 결코 황제가 직접 되지는 않았다. 192년에 콤모두스가 암살되자, 그는 다섯 황제의 해 기간 셉티미우스 세베루스와 불화에 빠지고 만다. 205년, 그는 셉티미우스가 그의 처형 명령을 내리자 자결을 하였다.

## 어린 시절
플라우티우스는 하드리아누스 황제의 제위 계승 전에 사망한 그의 첫 양아들인 루키우스 아일리우스의 딸 케이오니아 파비아의 자녀였다. 플라우티우스의 친아버지는 159년에 집정관을 지낸 플라우티우스 퀸틸리우스로 여겨진다. 어느 시점에서, 그는 141년에 집정관을 지낸 마르쿠스 페두카이우스 스틀로가 프리스키누스의 후계자로 입양되었다. 친부와 친모를 비롯하여 양아버지를 통해서, 그는 최고위 귀족 가문의 후손이라 주장할 수 있었다.

## 안토니누스 왕조 시기
플라우티우스가 안니아 아우렐리아 파딜라와 혼인하면서, 그는 마르쿠스 아우렐리우스의 사위 그리고 콤모두스의 매형이 되었다. 이들 사이에서 자녀 두 명이 있었고 아들 퀸틸리우스와 딸 플라우티아 세르빌라였다. 177년에, 플라우티우스는 콤모두스를 동료 집정관으로 둔 직권 집정관직을 수행했고, 다시 한번 콤모두스 집권기 (180년-192년)에 그와 함께 알려지지 않은 시기 집정관 역할을 맡았다. 플라우티우스는 또한 아우구르를 지냈다. 마르쿠스 아우렐리우스가 180년에 사망하면서 콤모두스의 그의 뒤를 이었고, 플라우티우스는 콤모두스의 주요 참모 중 하나가 되었다.

## 다섯 황제의 해
콤모두스가 암살된 뒤, 192년 12월에, 다섯 명이 제위를 주장하며 내전이 발발하였다. 내전의 승자인 셉티미우스 세베루스가 로마로 진격하자, 디디우스 율리아누스는 원로원과 베스타 신녀들이 탄원자들로서 세베루스의 진격해오는 군대와 접촉해야한다고 주장하였고, 플라우티우스는 이에 대해 강력히 반대했다.
이후에 플라우티우스는 사유지에 있는 저택으로 은퇴를 하였다. 205년, 그는 델라토르 (밀고자)의 대상이 되었고, 셉티미우스는 그의 처형을 명했다. 이 소식을 듣자, 플라우티우스는 자신의 장례 수의를 찾았고 시간이 지나며 수의가 얼마나 낡았는지를 보며, 플라우티우스는 이것이 "무엇인가?"라며 물었고, "우리 모두 낡았구나"라고 했다고 한다. 그 뒤에 자결 준비를 하며, 그는 유언을 앞두고 향을 피웠다: " 세르비아누스가 하드리아누스에게 했던 기원을 하였다" 이 기원은 세베루스가 언젠가는 죽고 싶겠지만, 그렇지 못할 것이라는 것이다. 그 당시에 파딜라가 여전히 살아있었지에 대해서는 알려진 것이 없다.

## 참고 문헌
- Albino Garzetti, From Tiberius to the Antonines: a history of the Roman Empire AD 14-192 (1974)
- Alan K. Bowman, Peter Garnsey, Dominic Rathbone, The Cambridge ancient history, Volume 11, second edition (2000)
- Livius article on Fadilla

| 공직                                                                                     | 공직                                   | 공직                                                                                   |
| ---------------------------------------------------------------------------------------- | -------------------------------------- | -------------------------------------------------------------------------------------- |
| 이전 티투스 폼포니우스 프로쿨루스 비트라시우스 폴리오 2선 마르쿠스 플라비우스 아페르 2선 | 로마 제국의 집정관 177년 with 콤모두스 | 이후 세르비우스 코르넬리우스 스키피오 살비디에누스 오르피투스 데키무스 벨리우스 루푸스 |